# Prințul George al Danemarcei
Prințul George al Danemarcei și Norvegie, Duce de Cumberland (daneză prins Jørgen, hertug af Cumberland; 2 aprilie 1653 – 28 octombrie 1708) a fost soțul reginei Anna a Marii Britanii.